# 62-га фольксгренадерська дивізія (Третій Рейх)
62-га фольксгренадерська дивізія (Третій Рейх) (нім. 62. Volksgrenadier-Division) — піхотна дивізія народного ополчення (фольксгренадери), що входила до складу вермахту на завершальному етапі Другої світової війни. Дивізія сформована у вересні 1944 року шляхом переформування 583-ї фольксгренадерської дивізії й билася на Західному фронті до капітуляції наприкінці війни у Рурському «мішку».

## Історія
62-га фольксгренадерська дивізія була сформована 22 вересня 1944 року на навчальному центрі Нойгаммер (нім. Truppenübungsplatz Neuhammer) поблизу сілезького містечка Нойгаммер (сучасне польське містечко Сьвентошув) у 8-му військовому окрузі. Формування дивізії здійснювалося на фондах 583-ї фольксгренадерської дивізії, що створювалася після розгрому на Східному фронті в Яссько-Кишинівській операції 62-ї піхотної дивізії.
У період з 25 по 28 листопада 1944 року дивізія була передислокована на південь Айфеля. З 16 грудня 1944 року дивізія взяла участь в операції «Вахт ам Райн». Билася в битві за бельгійське місто Сент-Віт, під час якої зазнала великих втрат. Потім підрозділи дивізії змагалися за взяття Грюффлінген і Бовіньї. 23 грудня дивізія прорвалася до південної частини Труа-Понта. До 28 грудня 1944 року частини дивізії все ще здійснювали спроби прорвати ворожі позиції на північний схід від Бас-Боде, але на цьому потужність атак дивізії вичерпалася. Того ж дня дивізія отримала наказ відступити на вихідні позиції. Наступ в Арденнах зазнав невдачі.
20 січня 1945 року дивізія була передислокована до району Гемунд, Херган і Блюменталь. 22 січня 1945 року дивізія отримала наказ про заміну останніх частин 346-ї піхотної дивізії, розташованої в секторі Зіммерат — Моншау.
У березні-квітні 1945 року дивізія оборонялася на рурському напрямку й до кінця квітня 1945 року билася в оборонних боях в Рурському «мішку», доки головні сили групи армій «B» генерал-фельдмаршала Вальтера Моделя не капітулювали англо-американським військам.

## Райони бойових дій
- Німеччина, Бельгія, Люксембург (вересень — грудень 1944)
- Німеччина (грудень 1944 — квітень 1945)

## Командування

### Командири
- генерал-майор Мартін Бібер (нім. Martin Bieber) (3 — 15 вересня 1944);
- генерал-майор Фрідріх Кіттель (нім. Friedrich Kittel) (1 листопада 1944 — 27 січня 1945);
- оберст Фріц Варнеке (нім. Fritz Warnecke) (28 січня — 11 лютого 1945);
- оберст Мартін (нім. Martin) (28 січня — 11 лютого 1945);
- оберст Артур Юттнер (нім. Arthur Jüttner) (8 березня — 17 квітня 1945).

### Підпорядкованість
| Час     | Корпус   | Армія              | Група армій (округ) | Штаб    |
| ------- | -------- | ------------------ | ------------------- | ------- |
| 1944    |          |                    |                     |         |
| грудень | LXVI ак  | 5-та танкова армія | Група армій «B»     | Айфель  |
| 1945    |          |                    |                     |         |
| січень  | LXVI ак  | 5-та танкова армія | Група армій «B»     | Арденни |
| лютий   |          |                    | Група армій «B»     | Бонн    |
| квітень | LVIII тк | 5-та танкова армія | Група армій «B»     | Ремаген |

## Склад
| 1944                                   |
| -------------------------------------- |
| 164-й гренадерський полк               |
| 183-й гренадерський полк               |
| 190-й гренадерський полк               |
| 162-й артилерійський полк              |
| 62-й фузилерний батальйон              |
| 162-й протитанковий дивізіон           |
| 162-й інженерний батальйон             |
| 162-ге дивізійне управління постачання |
| 162-й дивізійний батальйон зв'язку     |
| 162-й запасний батальйон               |

## Нагороджені дивізії
Нагороджені дивізії
|  | Кавалери Нагрудного знаку ближнього бою в золоті                        | 2                                          |
|  | Кавалери Лицарського хреста Залізного хреста з Дубовим листям та Мечами | 1 (№ 141 оберст Артур Юттнер — 05.04.1945) |
|  | Кавалери Лицарського хреста Залізного хреста                            | 5                                          |